# 棕帶脂䲁
棕帶脂䲁（學名：Exerpes asper），為輻鰭魚綱䲁形目脂䲁科棕帶脂䲁屬的一個種，分布於中太平洋東部墨西哥加利福尼亞灣北部及中部海域，本魚體長，臉部細長，嘴部類似梭子魚，沒有觸鬚，整體褐色，側腹有銀色斑點，後背鰭上有2個藍色眼狀斑紋，體長可達6.5公分，棲息在馬尾藻及鰻草生長的海床，以無脊椎動物為食，雌魚產附著性卵，雄魚會守護卵，幼魚為浮游性，生活習性不明。